# Parti communiste de Birmanie
Le Parti communiste de Birmanie (en birman : ဗမာပြည်ကွန်မြူနစ်ပါတီ) est le plus vieux parti politique de Birmanie, fondé en 1939, non reconnu officiellement par l'État et déclaré illégal. Sa branche armée est nommée Armée populaire de libération.

## Histoire
Son soulèvement dès l'indépendance du pays, en 1948, a marqué le début de la guerre civile birmane. Il a aussi joué un rôle-clé dans les manifestations de 1988. 
Fort de 3 000 partisans, il opère clandestinement près de la frontière avec la Chine et serait selon le pouvoir central impliqué dans le trafic d'opium avec divers groupes relevant du crime organisé. Il coopérerait également avec l'Union nationale karen. Le secrétaire général du parti est actuellement Kyin Maung[Quand ?].
Selon une déclaration parue en 2007, le parti serait favorable à une réconciliation nationale en Birmanie sous l'égide de l'ONU.